# Floriane Liborio
Floriane Liborio, née le 16 mars 1988 à Mont-Saint-Aignan, est une taekwondoïste française.

## Palmarès

### Championnats du monde
- Médaille de bronze des -53 kg du Championnat du monde 2013 à Puebla, (Mexique)

### Championnats d'Europe
- Médaille d'or des -53 kg du Championnat d'Europe 2012 à Manchester, (Royaume-Uni)
- Médaille d'or des -53 kg du Championnat d'Europe 2010 à Saint-Pétersbourg, (Russie)
- Médaille de bronze des -53 kg du Championnat d'Europe 2014 à Bakou, (Azerbaïdjan)
- Médaille de bronze des -53 kg du Championnat d'Europe 2016 à Montreux, (Suisse)